# ELTE Bölcsészettudományi Kar
Az Eötvös Loránd Tudományegyetem Bölcsészettudományi Kar (rövidítve: ELTE BTK) az ELTE legrégebbi folyamatosan működő egyetemi kara.

## Történet

### Kezdet és a XVII. század
Pázmány Péter Esztergom bíboros érseke, 1635. május 12-én alapította az Eötvös Loránd Tudományegyetem Bölcsészettudományi Kart Nagyszombaton. Pázmány Péter jezsuita egyetemet alapított amelynek oktatási rendszerét, szervezetét az 1599-ben elfogadott Ratio Studiorum szabályozta.

### XVIII. század 1777-ig
A XVIII. században a kormányzat Magyarország újjáépítésére koncentrált. Ezen felül egyik fontos célja az volt a kormányzatnak és a rendeknek, hogy megszüntessék a kulturális elmaradottságot. Természetesen ebbe a célba az oktatás áttekintése is beletartozott. A XVIII. században az államnak nagyobb szerepe jutott az oktatásban a felvilágosodásnak köszönhetően. Így a Nagyszombati Egyetem is különös figyelmet kapott a században. Az 1712/15-ös és az 1722/23-as országgyűléseken is foglalkoztak az egyetemmel. Az egyik eredmény azt volt, hogy az oktatást új területekre is kívánták terjeszteni. Habár a jezsuiták által vezetett egyetemtől nem volt elvárható a képzés tradicionális szerkezetének a megbontása. Ilyen változtatást csak uralkodói rendelkezésre lehetett megvalósítani.

### Az 1848-as forradalom és szabadságharc és a bölcsészkar
Az 1848–49-es forradalom és szabadságharc eseményei váratlanul érték az egyetemet. 1848 március elején még minden a megszokott módon folyt az egyetemen, de március végére már érezni lehet a nyugtalanságot. Az egyetem rektora március 13-án levélben kérte az egyetem tagjait, hogy maradjanak távol az eseményektől.
Mindennek ellenére sokan részt vettek a forradalomban. Az egyetem magyar állami intézménnyé vált és a Kar megkapta az egyenjogúságot, így érvénybe lépett a tanszabadság az oktatók és a hallgatók számára is. A magyar kormány egy oktatási törvény szeretett volna érvénybe léptetni. A törvény kidolgozásában több tanár is részt vett. Végül a szabadságharc eseményei nem tették lehetővé a törvénytervezet elfogadását és végrehajtását. Eötvös József miniszter tervezete "A magyar egyetem alapszabálya" címet viselte volna. Ugyan a törvénytervezetet nem léptették életbe, mégis a következő évtizedeket meghatározza ez a szabályzat. A szabályzat szerint a karok teljesen egyenjogúak. A bölcsészeti kart bölcsészeti és mértani szakra osztotta és megengedte a tanárok számára az önálló kutatás szabadságát és a tudományos meggyőződés szabad előadását.
A forradalmi reformok nyomott hagytak a tanári karban is. A magyarul nem tudó tanároknak távozniuk kellett. Illetve az olyan tanároknak is el kellett hagyniuk az egyetemet, akik nem értettek egyet a kialakuló új rendszerrel. Lemondott Verner (Verney) János (filozófia), Reisinger János (történész), Wolfstein József (matematika) és Reseta János (német irodalom). Új tanárok is érkeztek úgy mint Palotai József (filozófia) és Garay János (magyar nyelv és irodalom). 1848 júniusában nevezték ki Vasvári Pált a történelem tanszékre magántanárnak. Viszont 1848 őszétől minden haladó tervet és elképzelést lesodortak. Az egyetemi oktatás az 1848-49-es tanévben szünetelt, mivel a hallgatók többsége beállt a honvédségbe. A szabadságharc bukása után 1849 szeptemberében indult újra az oktatás a pesti egyetemen.

### A neoabszolutizmus kora (1849–1866)
1849-ben a forradalom elbukott, így az olmützi alkotmány megfelelően a birodalmi kormány nekifogott a magyar viszonyok átformálásához. Az egyetemnek ez azt jelentette, hogy egy évtizedig a kormány meg tudta állítani azon terveket, hogy az egyetem magyar nemzeti egyetemmé váljon. A kormány viszont nem akarta megakadályozni azon törekvéseket, hogy bevezessék a tanszabadságot és megvalósítsák az egyetem polgári viszonyok reformját. Ezek a folyamatok végül nem az Eötvös József által tervezett liberális módon ment végbe, hanem a kormányzat által preferált konzervatív módon. A birodalom határain belül véghez vitt reformok Leo Thun vallási és közoktatás ügyi miniszter nevéhez kapcsolható.
Franz Exner prágai filozófus nevéhez fűződik a reform alaptervezetének a kidolgozása. Exner a Berlini Egyetem Alexander von Humboldt által kidolgozott rendszerét vette alapjául az 1848 nyarán kidolgozott tervezetének. Humboldt szerint az egyetem célja nem a hivatalnokok képzése az állam számára, és a jó keresztény alattvalók képzése, hanem a tudományok oktatása és művelése a tanszabadság teljes szellemében. Humboldt szerint lehetővé kell tenni, hogy a tanuló saját maga válasszon tanárt, az egyetem tanácsának meg kell szabadulni az oktatás állami ellenőrzésétől, és az egyetemnek teljes autonómiát kell kapnia. Meglepő módon a katolikus és konzervatív Thun elfogadtatta a protestáns Exner tervezetét az uralkodóval is. Exner reformjának lényeges elemei a mai napig fennmaradtak.

### A dualizmus kora (1867–1918)
A gyors fejlődésnek indult Magyarország oktatási rendszerét is modernizálni kellett a kiegyezés után. 1868-ban megszavazták a népiskola törvényt ami európai mértékkel is korszerű volt. A tárcának viszonylag kevesebb tennivalója volt a felsőoktatásban. Az egyetem fejlődni tudtak Thun reformjainak köszönhetően. A kar történetében a dualizmus kora egyértelműen a fejlődés és a gyarapodás és az oktatási struktúra kiépítésének a korszaka. A korszak miniszterei Eötvös József és Trefort Ágoston nagyon sokat tettek a Budapesti Egyetem fejlődéséért. Mindkét miniszter törvénytervezetet készítettek az egyetem rendezése tárgyában. Ezekből a törvénytervezetekből végül törvény nem született, de az elképzeléseket nagy részét megvalósították. Mindketten sokat tettek azért, hogy a Kar tanszéki szerkezete átalakuljon. Eötvös vezéreszméje a tanszabadság volt, legfőképpen a kutatás és az oktatás teljes szabadsága. Trefort szintén kiemelte a tanszabadság fontosságát, de ennek korlátait is megfogalmazta az 1873-as törvénytervezetében. Trefort kisebb szakmai nézeteltérésbe került a bölcsészeti kar tanáraival. Az egyik legfontosabb szakmai vita a tanárképzéssel kapcsolatban robbant ki. Trefort a tanárképzés érdekeinek is megfelelő tanterv előkészítését kérte a kartól, de ettől a kar elzárkózott. A kar azzal indokolta az elzárkózást, hogy a kar nem tud kettős feladatnak eleget tenni (a tudomány művelésének és a tanárok képzésének).
A kar nem szerette volna teljesen a tanárképzés feladatának alárendelni magát, ezért közbenső megoldások születtek. A korszakban két rendszer volt Európában elterjedt. Az egyik rendszer a francia volt, amely az egyetemtől független tanárképző intézetet működtetett. A másik szisztéma a német volt, amely a tanárképzést az egyetemeken oldották meg szemináriumok tartásával. Eötvös 1870-ben egyesíteni szerette volna két rendszert megtartva mindkét rendszer előnyeit. Ezért Eötvös a bölcsészkaron belül működő tanárképezdét hozott létre. A tanárképezde öt szakosztállyal működött:
1. klasszikai filológia és irodalom
2. történelem és földrajz
3. matematika és fizika
4. természetrajz
5. neveléstani és oktatástan
A tanárképző tagjai a kar hallgatói voltak. 1873-ban a Műegyetem mellett működő reáltanodai képzővel egyesült és Középtanodai tanárképezde néven folytatta a működését. Azonban ez a rendszer nem felelt meg a kar professzorainak ezért a német minta megvalósítását követelték. 1878-ban a kar tíz szeminárium létesítését javasolta. Az összes köziskolai szaktárgyat szeminárium formájában szerették volna megoldani.  A szeminárium egyszerre lett volna oktatási forma és intézmény. A hallgatóknak gyakorlatokat vezettek és a kar rendelkezett szemináriumi helyiségekkel, könyvtárral, infrastruktúrával.

### A zűrzavar kora (1918–1919)
1918. október 17-én Tisza István bejelentette a parlamentben, hogy Magyarország a háborút elvesztette. A következő éveket a bizonytalanság jellemezte Magyarországon, ami a Budapesti Egyetemet is érintette. A kolozsvári és a pozsonyi egyetemek határon kívülre kerültek, de a Debreceni Egyetem még nem működött teljes erővel. Az egyetem újra felvette a Budapesti Tudományegyetem nevet. A parlamentben megjelent új pártok gyökeres változást akartak a felsőoktatásban. Az egyetem kezdetben jó szemmel nézte a változásokat, de hamar nézeteltérései lettek a kultuszminiszterrel Lovászy Mártonnal és utódával Kunfi Zsigmonddal. 1918. február 3-án felfüggesztették az egyetem autonómiáját és Jászi Oszkár kormánybiztost nevezték ki az egyetem élére.
Jászi Oszkár a bölcsészkar autonómiáját is fel szerette volna függeszteni, de a Kar tanácsa 1918. február 8-án tiltakozott. Válaszul a kormány felfüggesztette Angyal Dávid dékánt, és Asbóth Józsefet nevezte ki dékánnak. A karon létrejött egy reformbizottság, de mielőtt el tudták volna kezdeni a munkájukat a Berinkey-kormány megbukott. A Magyarországi Szocialista Párt jutott hatalomra és a Forradalmi Kormányzótanács gyakorolta hatalmat. A kormány munkásakadémiát hozott létre a munkások képzésére. Dienes Pál került az egyetem élére mint politikai megbízott. A tanárokat lecserélték és haladó gondolkodású oktatókat neveztek ki, mint például Babits Mihály, Hauser Arnold, Benedek Marcell, Turóczi-Trostler József, Vadász Elemér, és Hevesy György.
Ezekben az években a kar szinte minden nap kapott új rendelkezést a kormánytól. 1919. május végén a tanárképző intézetet megszüntették és helyére középiskolai tanítóképző intézetet hoztak létre. 1919. június 14-én a Történelmi Materializmus Kutatóintézet létesítését rendelték el, majd július 4-én a nemzetközi Ido nyelv részére hoztak létre intézetet. 1919. július 31-én a kommün megbukott és a vezetők elmenekültek.

### A Budapesti Királyi Magyar Pázmány Péter Tudományegyetem Bölcsészeti Kara (1919–1944/48)
1919. augusztus 5-én a Peidl-kormány visszaállította az egyetem autonómiáját. 1919 augusztus 8-i ülésén a bölcsészkar tanácsa a következőképen foglalt állást:
„A bölcsészettudományi kar tudomásul veszi a miniszteri leiratot; minthogy azonban autonómiáját egyetemünk természeti és történeti jogában gyökerezően vallja, ezt az autonómiát elnyomó kormányokat és intézkedéseket pedig törvényesnek nem tekinti, szükségesnek tartja jegyzőkönyvi kifejezést adni annak a meggyőződésének, hogy önrendelkezési jogunk nem a közölt kormányrendelettel, hanem az erőszak megtörésével azonnal, saját törvényes életerejénél fogva lépett hatályba.”
1919. augusztus 25-én Angyal Dávidot újraválasztották dékánnak és az augusztus 13-ai rendelettel a márciusban eltiltott tanárokat visszahelyezték állásukba és a népbiztos által kinevezettek kinevezését érvénytelenítették. Egy külön bizottságot hoztak létre az 1918. október 31-e után történtek kivizsgálására. Több alkalmazottat megróttak, nyugdíjaztak és fegyelmi vizsgálat alá vontak, de a tanári kar nagy része a helyén maradt. Az 1920-as tanévet szénhiány és a fennálló politikai helyzet miatt csak márciusban lehetett elkezdeni. A trianoni béke hatása az egyetemet is érintette, mivel az egyetem körülményei is szűkösebbek lettek.
Az 1920-as évek közepére a helyzet sokat javult. Létszám korlátozást kellett bevezetni az egyetemi felvételnél, amit a vallás és közoktatási miniszter határozott meg. Az 1920-as években 3-5000 hallgató nyerhetett felvételt a bölcsészkarra. A korszak egyik legfontosabb kultuszminiszterének Klebelsberg Kunonak a viszonya nem a legjobb volt az egyetemmel. Az egyetem túl szigorú döntésnek tartotta az 1920-as évek létszámcsökkentéssel kapcsolatos rendelkezéseit. A bölcsészkaron 36 állást kellett megszünteti 1923-ban. 1925-ben pedig további 20%-os csökkentést írtak elő. Majd 1930-ban 6 évre újabb létszámcsökkentést írtak elő. 4 tanszéket és 36 segédtanerő állást szüntettek meg. Zubriczky Aladár rektor 1925. évi évzáró beszédében üzent is a politikai vezetőknek:
„Bármennyire örül is egyetemünk, ha a magyar kultúra ügyét más egyetemek is szolgálják, azt mégsem nézhetné nyugodtan, hogy ezeket az egyetemeket az ő köveiből építsék. Ez a Pázmány egyetem nívóját leszállítaná, esetleg életerejét gyökerében megtámadná, a vidéki egyetemeken pedig keveset lendítene mert a Pázmány egyetemen felmerülő hiányt úgysem pótolnák”
Zubriczky Aladár kérte, hogy a párhuzamos tanszékek tovább működhessenek, mert így egy tanszakon belül több tudományos irány is fejlődhet ki és egyben a tanszabadság is érvényesül.
2000-es évek
2022 szeptemberében bejelentették, hogy az őszi szünet decemberben lesz megtartva, illetve a vizsgák online lesznek megtartva az elszabaduló energiaárak miatt.

## Intézetek

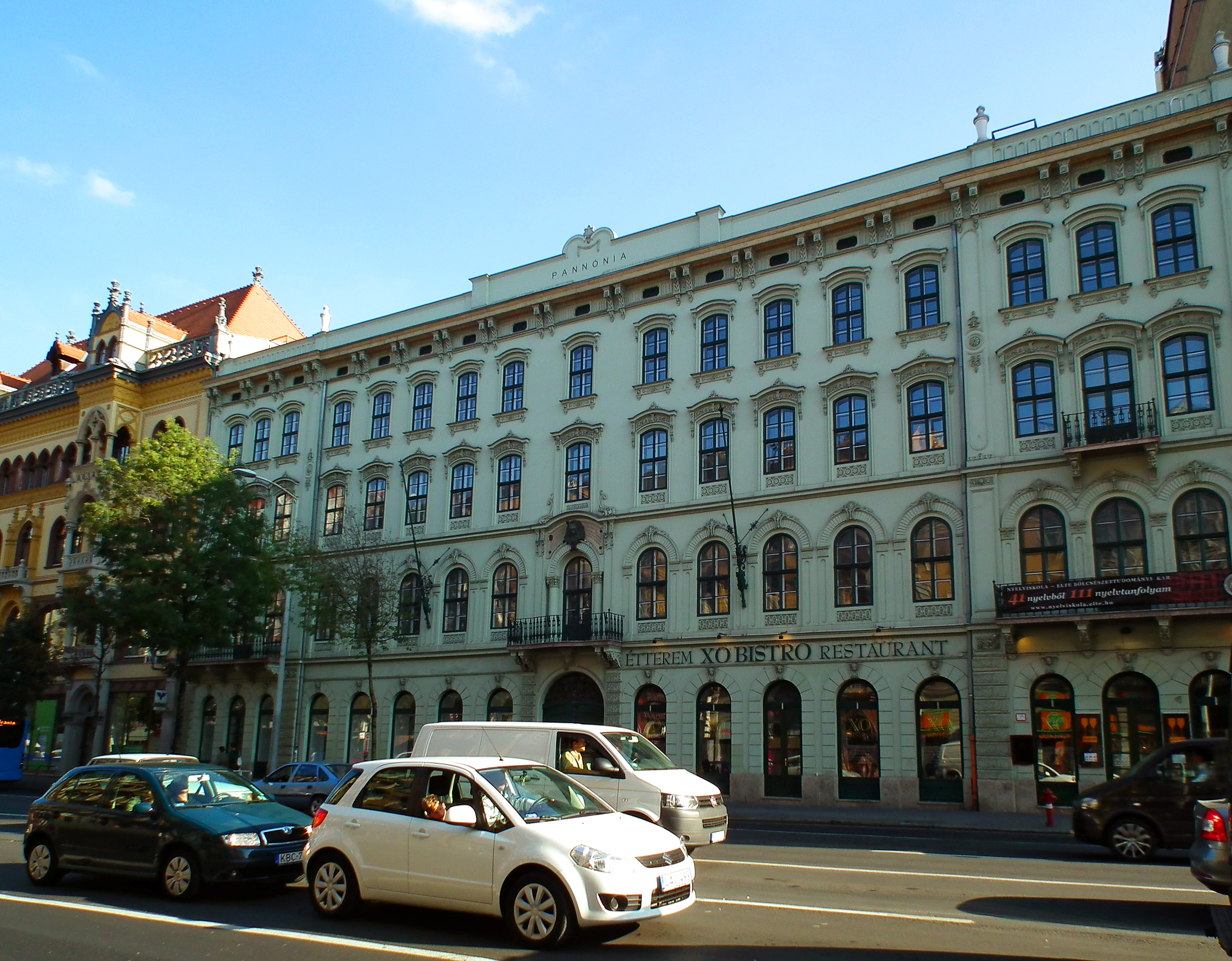
Az Angol–Amerikai Intézet az egykori Pannónia Szálloda épületében

A Bölcsészettudományi Karnak 18 intézete van. A legnagyobb intézet az Angol–Amerikai Intézet, az Ókortudományi Intézet, a Romanisztikai Intézet és a Távol-keleti Intézet. Mind a négy intézetnek egyaránt öt tanszéke van.
| Intézet                                                     | Tanszékek |
| ----------------------------------------------------------- | --- |
| Angol–Amerikai Intézet                                      | Amerikanisztika Tanszék Anglisztika Tanszék Angol Alkalmazott Nyelvészeti Tanszék Angol Nyelvészeti Tanszék Angol Nyelvpedagógia Tanszék                                                |
| Filozófiai Intézet                                          | Általános Filozófiai Tanszék Logikai Tanszék Ókori és Középkori Filozófiai Tanszék Újkori és Jelenkori Filozófiai Tanszék                                                               |
| Germanisztikai Intézet                                      | Néderlandisztikai Tanszék Német Nyelvészeti Tanszék Német Nyelvoktató és Szakdidaktikai Tanszék Német Nyelvű Irodalmak Tanszék                                                          |
| Könyvtár- és Információtudományi Intézet                    | Információtudományi Tanszék Könyvtártudományi Tanszék |
| Magyar Irodalom- és Kultúrtudományi Intézet                 | Modern Magyar Irodalomtörténeti Tanszék Összehasonlító Irodalom- és Kultúratudományi Tanszék Régi Magyar Irodalom Tanszék XVIII-XIX. századi Magyar Irodalomtörténeti Tanszék           |
| Magyar Nyelvtudományi és Finnugor Intézet                   | Alkalmazott Nyelvészeti és Fonetikai Tanszék Finnugor Tanszék Magyar Nyelvtörténeti, Szociolingvisztikai, Dialektológiai Tanszék Mai Magyar Nyelvi Tanszék                              |
| Művészetelméleti és Médiakutatási Intézet                   | Esztétika Tanszék Filmtudomány Tanszék Média és Kommunikáció Tanszék |
| Művészetközvetítő és Zenei Intézet                          | Zenekultúra Tanszék Zenei Interpretáció Tanszék |
| Művészettörténeti Intézet                                   | Középkori, Reneszánsz és Barokk Művészettörténeti Tanszék Modern és Jelenkori Művészettörténeti Tanszék                                                                                 |
| Néprajzi Intézet                                            | Folklore Tanszék Tárgyi Néprajzi Tanszék |
| Nyelvi Közvetítés Intézete                                  | Fordító és Tolmácsképző Tanszék Magyar mint Idegen Nyelv Tanszék |
| Ókortudományi Intézet                                       | Asszirológiai és Hebraisztikai Tanszék Egyiptológiai Tanszék Görög Tanszék Lain Tanszék Vallástudományi Tanszék                                                                         |
| Orientalisztikai Intézet                                    | Indológia Tanszék Iranisztikai tanszék Sémi Filológiai és Arab Tanszék Török Filológiai Tanszék                                                                                         |
| Régészettudományi Intézet                                   | Archeometria, Régészeti Örökség és Módszertan Tanszék Népvándorlás kori és Középkori Régészeti Tanszék Ókori Régészeti Tanszék Őskori és Elő-Ázsiai Régészeti Tanszék                   |
| Romanisztikai Intézet                                       | Francia Nyelvi és Irodalmi Tanszék Olasz Nyelvi és Irodalmi Tanszék Portugál Nyelvi és Irodalmi Tanszék Román Nyelvi és Irodalmi Tanszék Spanyol Nyelvi és Irodalmi Tanszék             |
| Szláv és Balti Filológiai Intézet (korábban: Lenin Intézet) | Lengyel Filológiai Tanszék Orosz Nyelvi és Irodalmi Tanszék Szláv Filológiai Tanszék Ukrán Filológia Tanszék                                                                            |
| Távol-keleti Intézet                                        | Buddhológia és Tibetisztika Tanszék Japán Tanszék Kínai Tanszék Koreai Tanszék Mongol és Belső-Ázsiai Tanszék                                                                           |
| Történeti Intézet                                           | Atelier Interdiszciplináris Történeti Tanszék Digitális Bölcsészet Tanszék Gazdaság- és Társadalomtörténeti Tanszék Kelet-, és Közép-Európa Története és Történeti Ruszisztikai Tanszék |

## Szervezet

### A kar vezetése
| Títulus             | Név                                                                                                 |
| ------------------- | --------------------------------------------------------------------------------------------------- |
| Dékán               | Bartus Dávid                                                                                        |
| Dékánhelyettesek    | Gintli Tibor Horváth Krisztina Bartus Dávid Károly Krisztina                                        |
| Rektori megbízottak | Bárdosi Vilmos Komlósiné Knipf Erzsébet Pál Ferenc                                                  |
| Dékáni megbízottak  | Bóna Judit Dobszay Tamás György Péter Kugler Nóra Uwe-Jens Pohl Major Éva Mátay Mónika Rada Roberta |

### Dékánjai
A teljes lista itt olvasható. (A Bölcsészettudományi Kar 1953-ban két kettévált Nyelv- és Irodalomtudományi, illetve Történettudományi Karra, így a két kar 1956. december 7-i újraegyesüléséig két bölcsészdékán is volt.)
| - 1900–01: Medveczky Frigyes - 1901–02: Medveczky Frigyes - 1902–03: Pauer Imre - 1903–04: Ballagi Aladár - 1904–05: Lóczy Lajos - 1905–06: Pasteiner Gyula - 1906–07: Hegedűs István - 1907–08: Lánczy Gyula - 1908–09: Asbóth Oszkár - 1909–10: Szinnyei József - 1910–11: Békefi Remig - 1911–12: Beke Manó - 1912–13: Fináczy Ernő - 1913–14: Mágócsy-Dietz Sándor - 1914–15: Alexander Bernát - 1915–16: Petz Gedeon - 1916–17: Kövesligethy Radó - 1917–18: Goldziher Ignác - 1918–19: Angyal Dávid - 1919–20: Angyal Dávid - 1920–21: Haraszti Gyula - 1921–23: Siegescu József - 1923–24: Kuzsinszky Bálint | - 1924–25: Áldásy Antal - 1925–26: Arthur Battishill Yolland - 1926–27: Domanovszky Sándor - 1927–28: Méhelÿ Lajos - 1928–29: Hekler Antal - 1929–30: Mauritz Béla - 1930–31: Papp Károly - 1931–32: Heinlein István - 1932–33: Németh Gyula - 1933–34: Kornis Gyula - 1934–35: Gombocz Zoltán - 1934–35: Németh Gyula - 1935–36: Melich János - 1936–37: Rybár István - 1937–38: Császár Elemér - 1938–39: Eckhardt Sándor - 1939–40: Szentpétery Imre - 1940–41: Gerevich Tibor - 1941–42: Zambra Alajos - 1942–43: Szekfű Gyula - 1943–44: Lukinich Imre - 1944–47: Hajnal István - 1947–49: Zsirai Miklós - 1949–51: Tamás Lajos | - 1951–52: Bolgár Elek - 1952–53: Bóka László - 1953–55: Bóka László - 1955–56: Kardos Tibor - 1953–56. I. Tóth Zoltán - 1956. december–1957: Kniezsa István - 1957–58: Turóczi-Trostler József - 1958–59: Kardos László - 1959–63: Tálasi István - 1963–66: Sinkovics István - 1966–69: Elekes Lajos - 1969–75: Székely György - 1975–79: Szathmári István - 1979–82: Diószegi István - 1982–90: Pölöskei Ferenc - 1990–92: Hunyady György - 1993–2000: Manherz Károly - 2000–01: Fodor Sándor - 2001–06: Manherz Károly - 2006–15: Dezső Tamás - 2015–17: Borhy László - 2017–18[forrás?]: Borsodi Csaba - 2018–21: Sonkoly Gábor - 2021–: Bartus Dávid |

### Ismertebb oktatói
A következő oktatók rendelkeznek Wikipédia-oldallal:
| Intézet                                    | Oktató |
| ------------------------------------------ | --- |
| Angol–Amerikai Intézet                     | Albert Ágnes, Bán Zsófia, Bartos Huba, Christopher Ryan, Csizér Kata, Dávidházi Péter, Dörnyei Zoltán†, É. Kiss Katalin, Géher István†, Marcel Den Dikken, Farkas Ákos, Frank Tibor†, Illés Éva, Kállay Géza†, Kenyeres János, Kniezsa Veronika, Kontra Edit, Kormos Judit, Lutter Tibor†, Medgyes Péter, Nádasdy Ádám, Nemes Anna, Mark Newson, Orosz István, Öveges Enikő†, Papp Nándor, Péter Ágnes, Siptár Péter, Szenczi Miklós†, Szigetvári Péter, Szlukovényi Katalin, Törkenczy Miklós, Varga László, Zerkowitz Judit† |
| Filozófia Intézet                          | Ancsel Éva, Áron László, Erdei László, Hermann István, Kelemen János, Mezei Balázs, Steiger Kornél, Szigeti József, Tamás Gáspár Miklós, Tatár György |
| Germanisztikai Intézet                     | Ágel Vilmos, Brenner Koloman, Kurdi Imre, Mádl Antal, Mádl Péter, Manherz Károly, Masát András |
| Könyvtár és Információtudományi Intézet    | Barátné Hajdu Ágnes, Rózsa György, Sebestyén György |
| Magyar Irodalom és Kultúrtudományi Intézet | Ács Pál, Alexa Károly, Eisemann György, Horváth Iván, Mezei Gábor, Payer Imre, Salamon István, Szabolcsi Miklós, Vilcsek Béla, Wirth Imre |
| Magyar Nyelvtudományi és Finnugor Intézet  | Abaffy Erzsébet, Balázs Géza, Balogh Lajos, É. Kiss Katalin, Fábián Pál, Fodor Géza, Gyuris Beáta, Hegedűs Attila, Kiefer Ferenc, Kiss Jenő, Kálmán László, Lakó György, Ördög Ferenc, Schiller Judit, Szathmári István, Tolcsvai Nagy Gábor, Veszelszki Ágnes |
| Művészetelméleti és Médiakutatási Intézet  | Almási Miklós, Bacsó Béla, Kántás Balázs, Kolosi Péter, Kovács András Bálint, Rényi András, Szécsényi Endre |
| Művészetközvetítő és Zenei Intézet         | Mindszenty Zsuzsánna |
| Neveléstudomány*                           | Tóth Gábor |
| Nyelvi Közvetítés Intézete                 | Klaudy Kinga |
| Ókortudományi Intézet                      | Mahler Ede |
| Orientalisztikai Intézet                   | Dezső Tamás, Töttössy Csaba |
| Régészettudományi Intézet                  | Bartus Dávid, Borhy László, Gabler Dénes, Szabó Miklós, Vida Tivadar |
| Romanisztikai Intézet                      | Bárdosi Vilmos, Benyhe János, Faluba Kálmán, Fried Ilona, Herman József, Horányi Mátyás, Kardos Tibor, Koltay-Kastner Jenő, Köpeczi Béla, Kutasy Mercédesz, Madarász Imre, Miskolczy Ambrus, Nyitrai Tamás, Gelu Păteanu, Rákóczi István, Rózsa Zoltán, Sallay Géza, Giampaolo Salvi, Salusinszky Gábor†, Scholz László, Süpek Ottó†, Szauder József, Szkárosi Endre†, Tóth Endre, Török Tamara |
| Szláv és Balti Filológiai Intézet          | Hadrovics László, Krausz Tamás, Petar Milošević, Nyomárkay István, Predrag Stepanović |
| Szociológiai Intézet (2004-ig)             | Némedi Dénes, Pető Iván |
| Távol-keleti Intézet                       | Agócs Tamás, Apatóczky Ákos Bertalan, Bethlenfalvy Géza, Birtalan Ágnes, Bartos Huba, Csongor Barnabás, Ecsedy Ildikó, Erdélyi István, Ferenczy Mária, Galla Endre, Hamar Imre, Horváth Z. Zoltán, Kalmár Éva, Kósa Gábor, Miklós Pál, Pap Melinda, P. Szabó Sándor, Renner Zsuzsanna, Róna-Tas András, Salát Gergely, Sári László, Szabó Balázs, Vihar Judit |
| Történeti Intézet                          | Cieger András, Ciegerné Novák Veronika, Erdődy Gábor, Estók János, Földes György, Fröhlich Ida, Horváth Jenő, Kálnoki-Gyöngyössy Márton, Mészáros Andor, Németh György, Polányi Imre, Pritz Pál, Révész László, Sz. Jónás Ilona, Vér Eszter Virág, Zeidler Miklós |

- megszűnt

### Díszdoktorjai
Az egyetem a következő tudósoknak adományozta a doctor et professor honoris causa, azaz díszdoktori címet:
- 2020–21:  Marie-Vic Ozouf-Marignier, az École des Hautes Études en Sciences Sociales (EHESS) professzora
- 2019–20:  Claus von Carnap-Bornheimet, a Christian-Albrechts-Universität professzora
- 2017–18:  Waldemar Zacharasiewicz, a Bécsi Egyetem professzora
- 2016–17: Szabó Miklós, professor emeritus
- 2016–17:  Xu Lin, a Kínai Nyelvoktatási Tanács főigazgatója
- 2015–16:  Janusz K. Kozlowski régész, professor emeritus
- 2014–15:  Mario Vargas Llosa, Nobel-díjas író
- 2013–14:  Robert John Weston Evans, az Oxfordi Egyetem professzora
- 2012–13:  Dominique Combe, az École Normale Supérieure, Sorbonne professzora
- 2012–13:  Harriet Zuckerman, a Columbia Egyetem professzora
- 2012–13:  Reinhard Olt, a Frankfurter Allgemeine Zeitung budapesti tudósítója
- 2011–12:  Hans Ulrich Gumbrecht, a Stanford Egyetem professzora
- 2010–11:  Jacques Roubaud, kortárs francia költő, matematikus, az Oulipo tagja;
- 2010–11: Pölöskei Ferenc, az Eötvös Loránd Tudományegyetem professzora
- 2009–10:  José Saramago, Nobel-díjas író †
- 2008–09: Ritoók Zsigmond, professzor emeritus

## Egyetemi élet

### EPER Rádió
Az Első Pesti Egyetemi Rádió (EPER) az egyetem hivatalos rádiója.

### Szabadegyetem
Az ELTE Bölcsészettudományi Kar szabadegyetemi programsorozatában a mindenkori érdeklődők a különböző tematikájú és rendszerességű események által bővíthetik tudásukat a különböző bölcsészettudományi szakterületek széles választékában.

### HELP
A HELP a hallgató eredményességet elősegítő program, amely a beiratkozás pillanatától a hallgatók rendelkezésére áll tanácsadással, és segítségnyújtással.

### Zene
- La Caffettiera Stioppeta, a Romanisztikai Intézet, Olasz Nyelv és Irodalmi Tanszékének kamarakórusa

## Kutatás

### Kutatóegyetemi kar
Az Eötvös Loránd Tudományegyetem 2010. április 18-án hivatalosan is elnyerte a kutatóegyetemi státuszt a Természettudományi Karral és az Állami Jogtudományi Karral együtt. Az ELTE BTK, az ELTE hagyományosan tudományegyetemi, kutatási tevékenységet folytató kara, és így a kutatóegyetemi cím elnyerésének egyik biztosítéka, mely legfontosabb feladatának tekintette korábban és tekinti jelenleg a tudományos kutatást és a tudományos utánpótlás képzését.
Az Eötvös Loránd Tudományegyetem mint Magyarország vezető kutatóegyeteme 2010-ben elnyerte a Nemzeti Fejlesztési Ügynökség által kiírt Társadalmi Megújulás Operatív Program (TÁMOP). A felsőoktatás minőségének javítását és az egyetemi kutatások promotálását segítő projekt az Európai Unió és a Magyar Állam 3 milliárd forintos támogatásával valósul meg, 2010. június 1. és 2012. május 31. között.

### Kutató csoportok
Az egyetemnek két kutatócsoportja van jelenleg.
- MTA-ELTE
- Lendület

### Központok
A Karon számos (kutató) központ működik jelenleg, amelyeknek stratégiai céljai, hogy hozzájáruljanak a Bölcsészettudományi Kar és az ELTE tudományegyetemi jellégének fenntartásához és annak megerősítéséhez. A Kar legfőbb célja, hogy a különböző kutató központok létrehozásával az, hogy a már jelenleg is meglévő, főképpen tudományos erőforrásoknak szervezett keretek között adjon nagyobb kibontakozási lehetőséget. 
- Brazil Tudományok Központ[19]
- Buddhizmus-kutatás Központja
- CPLP országok Közép Európai Információs és Dokumentációs Kutatóközpont
- Digitális Bölcsészet Központ[20]
- Egy Övezet, Egy Út Kutatóközpont
- ELTE Konfuciusz Intézet[21]
- Latin-Amerika Kutatóközpont
- Kortárs Arab Világ Kutatóközpont
- Magyar Filozófia Kutatóközpont
- Mongolisztika Kutatóközpont
- Nyelvelméleti Kutatóközpont
- Ruszisztikai Kutatási és Módszertani Központ[22]
- Szakmódszertani Központ[23]
- Vallástudományi Központ[24]
- Vietnámi Nyelv és Kultúra Központ

### Kutatók

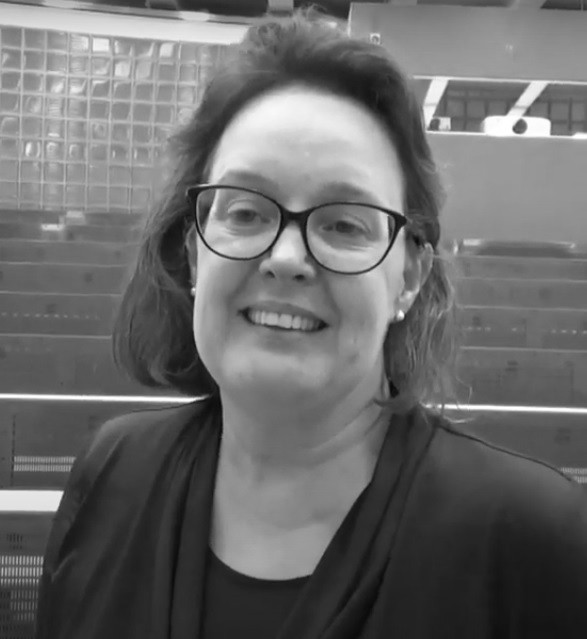
Csizér Kata az egyik legtöbbet idézett kutató a Google Tudós alapján

A következő lista az ismertebb kutatókat tartalmazza. Az ismertség a Google Tudós idézetek alapján lett megállapítva.
Frissítve: 2022. december 1.
| Idézetek száma | Oktató |
| -------------- | --- |
| 10000–50000    | Csizér Kata (AAI), Kövecses Zoltán (AAI) |
| 5000–10000     | Klaudy Kinga (NyKI), Marcel Den Dikken (AAI) |
| 1000–5000      | Giampaolo Salvi (RI), Raczky Pál (RTI) , Gósy Mária (MNyFI), Siptár Péter (AAI), Mark Newson (AAI), Alexandra Anders (RTI), Kovács András Bálint (MMI), Lázár Ildikó (AAI), Bartha Csilla (MNyFI) |
| 500–1000       | Albert Ágnes (AAI), Bóna Judit (MNyFI), Brdar-Szabó Rita (GI), Zólyomi Gábor (ÓI) Kontra Edit (AAI), Károly Krisztina (AAI), Mester Zsolt (RTI), Tankó Gyula (AAI), Vida Tivadar (RTI),           |

(AAI = Angol–Amerikai Intézet, GI = Germanisztikai Intézet, MMI = Művészetelméleti és Médiakutatási Intézet, MNyFI = Magyar Nyelvtudományi és Finnugor Intézet, ÓI = Ókortudományi Intézet, NyKI = Nyelvi Közvetítés Intézete, RI = Romanisztikai Intézet, RTI = Régészettudományi Intézet)

## Ranglista
2020-ban az ELTE BTK holtversenyben a Semmelweis Egyetem Orvosi Kara anatómiai tanszékével az első helyen végzett a HVG magyarországi egyetemek rangsorában.
| Header text                                      | 2018    | 2019    | 2020    | 2021    | 2022    |
| ------------------------------------------------ | ------- | ------- | ------- | ------- | ------- |
| HVG                                              | ?       | ?       | 2       | 2       | ?       |
| QS World University Rankings                     | ?       | ?       | ?       | 377     | ?       |
| Times Higher Education World University Rankings | 301–400 | 301–400 | 301–400 | 401–500 | 401–500 |

## Ismertebb hallgatók
A szak és a végzés éve zárójelben.
- Albert Ágnes, nyelvész
- Albert Györgyi, újságíró (angol és történelem, 1987)
- Albert Zsuzsa (1954)
- Andrásfalvy Bertalan, néprajzkutató, politikus
- Andrássy István, zoológus (1950, muzeológia)
- Antal László, nyelvész
- Antall József, volt miniszterelnök, pedagógus, muzeológus
- Apatóczky Ákos Bertalan, sinológus
- Asbóth József, újságíró, műsorvezető
- Bächer Iván, újságíró
- Bakács Tibor, újságíró (1986, magyar-történelem-esztétika)
- Balázs Ádám, újságíró (1975, magyar-francia)
- Balázs József, író
- Balogh Endre, író (1998)
- Baló György, újságíró
- Baló Júlia, író
- Bán Zsófia, nyelvész
- Bánffy Eszter, régész
- Baráth Magdolna, történész (történelem, 1992)
- Bárdos László, költő (1978, magyar és francia)
- Bárdosi Vilmos, nyelvész
- Bartos Huba, sinológus
- Báti László, nyelvész
- Bayer Antal, fordító
- Bence György, filozófus
- Bereményi Géza, filmrendező (1970)
- Bergendy Péter, filmrendező (1989, pszichológia)
- Berkes Zsuzsa, bemondó (francia-irodalom, 1974)
- Bocskor Andrea, politikus (történelem, PhD, 2010)
- Bognár József, nyelvész
- Bognár Péter, költő
- Bollobás Enikő, nyelvész
- Bónis Éva, archeológus (1942)
- Borhy László, régész, az ELTE BTK egykori dékánja és az ELTE jelenlegi rektora
- Boross Ottilia, pszichológus
- Bőzsöny Ferenc, előadó művész (magyar nyelv, PhD, 1973)
- Bretter Zoltán, filozófus (filozófia és szociológia, 1987)
- Csaplár Vilmos, író (1972)
- Csapó Csaba, irodalomtörténész
- Cseh-Szombathy László, szociológus (1950)
- Csizér Kata, nyelvész
- Csoma Mózes, orientalista (történelem, 2002)
- Dávidházi Péter, nyelvész
- Demszky Gábor, politikus (szociológia, 1981)
- Deres Péter, író
- Dezsényi Katalin, műfordító
- Dörnyei Zoltán, nyelvész
- D. Tóth Kriszta, író, újságíró
- Dunai Mónika, politikus (francia, 1995)
- Elek János, újságíró (német-magyar)
- Erdődy Gábor, történész (történelem-német, 1975)
- Erőss Gábor, szociológus és politikus
- Fábián László, író (1964)
- Fabó Kinga, költő
- Faragó Vilmos, újságíró (magyar, 1953)
- Fekete Sándor, író
- Feld István, régész (régészet, 1976)
- Feldman Zsolt, politikus
- Forgách András, író
- Forgács Imre, közgazdasági szakember
- Forgó Sándor, akadémikus
- Földes György, történész (történelem–szociológia, 1977)
- Frank Tibor, nyelvész
- Fried Ilona, italianista
- Gabler Dénes, régész (1963)
- Gábor György, filozófus (1978, magyar-esztétika)
- Galambos Imre, sinológus (sinológia, 1993)
- Gáti István, költő
- Gerle Éva, újságíró
- Géher István, nyelvész
- Gergely András, történész
- Gerő András, történész
- Grandpierre K. Endre, kutató
- Hamburger Klára, zenetörténész
- Hamvai Kornél, műfordító
- Hankiss Ágnes, pszichológus
- Heckenast Gusztáv, történész
- Hidvéghi Balázs, politikus (magyar és angol, 1995)
- Hiller István, politikus
- Hintsch György, filmrendező
- Hoffmann Rózsa, politikus
- Illéssy István, népművelő, szociológus, és politikus (magyar–népművelés, 1978)
- Jókai Anna, író, költő
- Jolsvai András, író (magyar, 1978)
- Kállay Géza, nyelvész
- Kálmán C. György, irodalomtörténész
- Kalmár György, újságíró
- Karácsony Gergely, politikus
- Károlyi Csaba (1986)
- Kemény István, költő (1990, magyar-történelem)
- Kertész István, történész (latin-magyar-történelem, 1967)
- K. Csilléry Klára, múzeológus
- Kiss Irén, író (1972)
- Kinizsi Ottó, színész
- Király Levente, költő (2001, magyar)
- Kiss László, politikus (2004, történelem)
- Klein Sándor, pszichológus
- Kodolányi Gyula, nyelvész
- Kormos Judit, nyelvész
- Kósa Gábor, orientalista
- Kovács Katalin, szociológus (etnográfia, 1978)
- Kovács Péter, költő
- Kozák Márton, szociológus (szociológia, 1982)
- Kövecses Zoltán, nyelvész
- Kőváry Katalin, filmrendező
- Kúnos László, nyelvész
- Lackfi János, költő, író, műfordító
- Lakatos László, szociológus (történelem, szociológia, francia)
- Lázár Júlia, műfordító
- Lengyel Péter (1962)
- Liptay Katalin, újságíró
- Losonczi Ágnes, szociológus (történelem, 1957)
- Lőw András, ultramaratoni futó és szociológus (szociológia, 1997)
- Madai Gyula, költő
- Magyar Bálint, politikus (szociológia, 1977)
- Márton László, író
- Maruzsa Zoltán, politikus
- Medgyes Péter, nyelvész
- Mesterházi Márton, műfordító
- Mesterházi Mónika, költő
- Mészáros Klára, sinológus (történelem, 1967)
- Mező Ferenc, költő (1980)
- Módos Péter, író (1966)
- Moldován Domokos, etnográfus
- Nádasdy Ádám, nyelvész
- Nagy András, író (1979)
- Nagy Gabriella, író (1990, magyar)
- Neményi Mária, szociológus (magyar és pszichológia, 1978)
- Nemes Anna, műfordító
- Nemeskürty István, irodalomtörténész
- Németh András, neveléstörténész (pedagógia, 1982)
- N. Kiss Zsuzsa, műfordító
- Nyitrai Tamás, italianista
- Oláh Attila, pszichológus (pszichológia-biológia, 1973)
- Oláh János, író (1966)
- Ónodi Eszter, színész (magyar-angol, 1995) [54]
- Oravecz Péter, író (2004)
- Orosz István, fordító (1976)
- Pálos Tamás, műfordító
- Pályi András, író (1966)
- Papp Árpád, költő (1959, magyar-latin)
- Payer Imre, költő
- Peer Krisztián, költő, forgatókönyvíró, dramaturg (1997, magyar)
- Pető Iván, (magyar–történelem, 1970)
- Petrasovits Anna, politikus (történelem, 1983)
- Petrétei József, jogász
- Pintér Lajos, költő (1976, magyar-népművelés)
- Pléh Csaba, pszichológus
- Pók Attila, történész
- Pokorni Zoltán, politikus, pedagógus
- Prekop Gabriella, műfordító
- Rakovszky Zsuzsa, író
- Rácz Ráchel, újságíró (2015, filmelmélet)
- Rákay Philip, műsorvezető
- Reisinger János, irodalomtörténész
- Ritoók Zsigmond, klasszika-filológus
- Riz Levente, politikus (történelem, 1998)
- Romsics Ignác, történész
- R. Székely Julianna, újságíró
- Rockenbauer Zoltán, etnológus, művészettörténész
- Rózsa-Flores Eduardo, katona, publicista, író
- Salusinszky András, pedagógus
- Salusinszky Gábor, italianista
- Sántha Ferenc, író
- Sarbu Aladár, nyelvész
- Schmidt Mária, történész
- Scholz László, műfordító
- Semjén Zsolt, politikus (1992, szociológia)
- Sik Endre, szociológus
- Siptár Péter, nyelvész
- Stummer János, politikus (könyvtár, 2010)
- Stumpf István, politikus
- Sudár Balázs, történész
- Szabó Miklós, történész
- Szalai Miklós, filozófus (2001, történelem)
- Számadó Emese, régész
- Szávay István, politikus (történelem, 2008)
- Székely Péter, politikus (2003, arab)
- Szellő Rózsa, dramaturg (1965)
- Szenes Andrea, újságíró
- Szent-Iványi István, politikus
- Szerb János, orientalista (1980)
- Szerbhorváth György, író (szociológia, 1998)
- Szigetvári Péter, nyelvész
- Szigetvári Viktor, politikus
- Szilágyi Zsófia, irodalomtörténész (irodalom, PhD, 2001)
- Szlukovényi Katalin, költő
- Szovák Kornél, klasszika-filológus, középkorkutató
- Szőcs László, újságíró (szociológia és angol, 1995)
- Takács Albert, jogász
- Takács Zsuzsa, költő
- Tasnádi Péter, politikus (szociológia, 1987)
- Tóth Éva, költő (1962, magyar-francia)
- Tóth Béla, atléta
- Tóth Endre, régész
- Tóth Judit, költő (1959, magyar-francia)
- Török Tamara, dramaturg
- Törkenczy Miklós, nyelvész
- Tőkéczki László, történész (történelem–német, 1975)
- Ungváry Krisztián, történész (történelem–német, 1995)
- Vajda Zsuzsanna, pszichológus
- Varga István, újságíró (1987, magyar)
- Varga Livius, zemész (pszichológia)
- Véghelyi Balázs, író
- Weith Katalin, filmproducer (filmtudomány, 2015)
- Widder Kristóf, színész (anglisztika, 2008)
- Závada Pál, író